# Stiftung Kindergesundheit
Die Stiftung Kindergesundheit ist eine rechtsfähige Stiftung des bürgerlichen Rechts. Die Stiftung Kindergesundheit engagiert sich wissenschaftsbasiert für ein gesundes Aufwachsen von Kindern und Jugendlichen, informiert die Öffentlichkeit zu wichtigen Gesundheitsfragen und entwickelt auf Grundlage wissenschaftlicher Evidenz und in Kooperation mit Kompetenzpartnern und anerkannten Spezialisten Präventionsmaßnahmen für Einrichtungen wie Kitas, Kindergärten und Schulen. Sie fördert den fachlichen Austausch von Angehörigen der Gesundheitsberufe und Wissenschaftlern und liefert Expertise auf dem Gebiet der pädiatrischen Prävention.

## Organisation
Die Stiftung wurde im Jahr 1997 von Berthold Koletzko, Facharzt für Kinder- und Jugendmedizin mit Tätigkeit am Dr. von Haunerschen Kinderspital der Ludwig-Maximilians-Universität München gegründet. Koletzko ist seit Beginn ehrenamtlicher erster Vorstandsvorsitzender der Stiftung. Zweiter Vorsitzender ist Dieter Heidemann und dritte Katharina Bühren.
Das Kuratorium, welches die Aufsicht über die Stiftung führt, wird von Karl J. T. Wach geleitet, mit Michael Kemmer als stellvertretendem Vorsitzenden. Weitere Mitglieder des Kuratoriums sind unter anderem Auguste Prinzessin von Preußen, Peter Zattler und Tobias Schwerd. Seit 2016 übernimmt die Regisseurin Caroline Link die Schirmherrschaft der Stiftung. Ehrenkuratorin und ehemalige Schirmherrin ist Irene Epple-Waigel.
Der Wissenschaftliche Beirat berät und unterstützt die Stiftung Kindergesundheit und kommentiert ihre Arbeit. Er stärkt das wissenschaftliche Fundament der Stiftung und ihren Anspruch der Evidenzbasierung. Er trägt zu einer Erhöhung der wissenschaftlichen Qualität von Konzepten, Programmen und Publikationen der Stiftung bei und bereichert die Stiftungsarbeit durch inhaltliche Hinweise aus der aktuellen Forschung und eine Vernetzung in den Bereich der Wissenschaft. Derzeit stehen der Stiftung Kindergesundheit folgende Experten beratend zur Seite: Stephan Böse-O´Reilly, Michael Hubmann, Johannes Liese, Peter von Philipsborn, Christian Poets, Ulrike Ravens-Sieberer, Marcel Romanos, Irene Somm, Heidrun Thaiss und Annic Weyersberg.

### Bündnispartner
Die Stiftung ist Bündnispartnerin des vom Bayerischen Staatsministerium für Gesundheit, Pflege und Prävention ins Leben gerufene Bündnis für Prävention, sowie Projektpartnerin des Nationalen Aktionsplans IN FORM der Bundesregierung.
Darüber hinaus ist sie Partnerin des Bildungsnetzwerkes in München, Bündnispartner der Stiftung Wertebündnis Bayern, Partnerin im Sozialen Netzwerk München und im Nationalen Aktionsbündnis Impfen.

### Auszeichnungen
Die Programme „TigerKids – Kindergarten aktiv“, „Die RAKUNS – Das gesunde Klassenzimmer“ und die APP „Kind und Essen (eine APP zu den Themen Ernährung, Bewegung und gesundes Aufwachsen“) wurden von IN FORM – Deutschland Initiative für gesunde Ernährung und mehr Bewegung mit dem INFORM Logo ausgezeichnet. Die Europäische Kommission benannte in ihrem White Paper on Nutrition 2007 das Programm „TigerKids“ als eines von zwei europäischen Modellprojekten zur Übergewichtsprävention. Das Programm „TigerKids“ erhielt das Gütesiegel des Nationalen Aktionsforums Diabetes mellitus und wurde dem Fit4Future Award 2014 der Cleven Stiftung ausgezeichnet. 2008 erhielt die Stiftung Kindergesundheit den PharmaBarometer Ehrenpreis für herausragendes gemeinnütziges Engagement im Gesundheitswesen.
Der Comprix Gold Award für innovative Gesundheits- und Pharmakommunikation wurde der Stiftung zweimal verliehen, im Jahr 2005 für das Kommunikationsprojekt „Der Schrei“ zu kindlicher Vernachlässigung und im Jahr 2009 für das Kommunikationsprojekt „Dein Kind raucht mit“ zur Prävention des Rauchens in der Schwangerschaft.

### Botschafter
Derzeit engagieren sich folgende Persönlichkeiten als Botschafter in der Stiftung: Fero Andersen, Simone Faust, Anouschka Horn, Annika Preil, Werner Schnappauf und Amadei Weiland (Profi-Parkourer & Stuntman).

## Freundeskreis
Der 1998 gegründete Freundeskreis der Stiftung unterstützt diese in ihrer Öffentlichkeitsarbeit und bei der Akquise von Spendenmitteln. Er organisiert Informations- und Benefizveranstaltungen zur Förderung der Stiftungsprogramme.

## Meinhard von Pfaundler Preis
Die Stiftung verleiht den Meinhard von Pfaundler-Preis für herausragende Leistungen im Bereich der pädiatrischen Prävention. Zu den Preisträgern zählen unter anderem:
- Reinhard Berner (2023), Direktor der Klinik und Poliklinik für Kinder- und Jugendmedizin am Universitätsklinikum Carl Gustav Carus in Dresden, in Anerkennung seines herausragenden Beitrags zum Schutz von Kindern und Jugendlichen während der Covid-19-Pandemie
- Heidrun Thaiss (2022), Technische Universität München, Honorarprofessorin, Leiterin der Nationalen Aktionsbündnis Impfen, in Anerkennung ihres Lebenswerkes für die pädiatrische Prävention insbesondere im öffentlichen Gesundheitsdienst und in der Bundeszentrale für Gesundheitliche Aufklärung
- Lajos Schöne (2022), Medizinjournalist, in Anerkennung seines Lebenswerkes für die Verbreitung von faktenbasierten Informationen zu einem gesunden Aufwachsen von Kindern
- Olaf Sommerburg (2019), Universitätsklinikum Heidelberg, Leiter der Sektion Pädiatrische Pneumologie, Allergologie und Mukoviszidose-Zentrum, in Anerkennung der wissenschaftlichen Verdienste um die Früherkennung der Mukoviszidose in Form des Neugeborenen-Screenings in Deutschland
- Ulrich Heininger, Universitäts-Kinderspital beider Basel (2015) in Anerkennung seines herausragenden Engagements zur Verbesserung der Prävention von Infektionskrankheiten bei Kindern und Jugendlichen
- Martina Pötschke-Langer, Deutsches Krebsforschungszentrum Heidelberg (2011) in Anerkennung herausragender Leistungen zur Prävention der Tabakexposition bei Kindern und Jugendlichen
- Andrew Endre Czeizel, Universität Budapest (2010) aufgrund seiner Verdienste um die Vorbeugung angeborener Fehlbildungen durch eine verbesserte Vitaminversorgung bei Schwangeren
- Bernhard Liebl, Bayerisches Landesamt für Gesundheit und Lebensmittelsicherheit (2008), aufgrund seiner großen Verdienste um die Etablierung des erweiterten Neugeborenenscreenings zur Früherkennung angeborener Erkrankungen
- Hildegard Przyrembel, ehemals Bundesinstitut für Risikobewertung, Berlin (2006) in Anerkennung für ihre großen Verdienste zur Förderung der kindlichen Gesundheit, zur Stillförderung sowie zur Erhöhung der Qualitäts- und Sicherheitsstandards der Kinderernährung[11]

## Ziele und Aktivitäten
Die Stiftung fördert die Kinderheilkunde, insbesondere die pädiatrische Prävention und Ernährungsmedizin, in Forschung, Wissenschaft und Lehre. Sie unterstützt den fachlichen Austausch von Gesundheitsfachkräften und Wissenschaftlern und bietet Expertise im Bereich der pädiatrischen Prävention. Zu ihren Maßnahmen zählen die Entwicklung und Umsetzung von Präventionsprojekten sowie die Durchführung von Fortbildungen und E-Learning-Angeboten für pädagogische Fachkräfte, Tagespflegepersonen und Mediziner.

### Präventionsprojekte und Programme
- TigerKids – Kindergarten aktiv: Ein bundesweites Programm zur Gesundheitsbildung in Kindergärten, das Kinder spielerisch zu einer gesunden Lebensweise motiviert.[12]
- DIE RAKUNS – Das gesunde Klassenzimmer: Ein Programm für Grundschulen, das Kindern Gesundheitskompetenzen vermittelt und sie für einen gesunden Lebensstil begeistert.[13]
- Klimaspürnasen – Gesundheit und Umwelt im Kindergarten: Ein Projekt, das Kinder für umweltbewusstes und gesundheitsförderliches Verhalten sensibilisiert und nachhaltige Strukturen in Kindergärten etabliert.[14]
- PowerKids – Ein Programm zur Unterstützung übergewichtiger Kinder im Alter von 8 bis 12 Jahren, das auf eine nachhaltige Änderung des Lebensstils abzielt und das Selbstwertgefühl stärkt.[15]

#### Mediathek "Powerversum" - Digitale Lern- und Informationsangebote
Die Mediathek der Stiftung Kindergesundheit bietet eine Sammlung an wissenschaftlich fundierten Materialien, darunter Videos, Podcasts und interaktive Infografiken zu Themen der Kindergesundheit. Es handelt sich dabei um eine digitale Lernplattform, die Kinder spielerisch an gesunde Lebensgewohnheiten heranführt. Mit interaktiven Modulen und Animationen werden Themen wie ausgewogene Ernährung, Bewegung und mentale Gesundheit vermittelt. Das Powerversum richtet sich an Kitas, Schulen und Familien und nutzt Gamification-Elemente, um Kinder für Gesundheitsfragen zu begeistern und sie in ihrer Alltagsgestaltung zu unterstützen. Das Informationsangebot richtet sich auch an Eltern, Pädagogen und medizinisches Fachpersonal.

### Fortbildungen

#### E-Learning-Fortbildung „Kinder gesund betreut“
Die kostenfreie E-Learning-Fortbildung „Kinder gesund betreut“ der Stiftung Kindergesundheit fasst den aktuellen Stand der Kenntnisse und Empfehlungen zu den verschiedenen Aspekten der Prävention und Gesundheitsvorsorge zusammen und nennt praktische Empfehlungen für die Gesundheitsbildung für und mit Kindern. Das Programm dient der Weiterbildung von pädagogischen Fachkräften und Tagespflegepersonen. Nach erfolgreicher Bearbeitung erfolgt die Zertifizierung zum „Gesundheitsmanager für die Kindertagesbetreuung“.

#### Focus in CD
Internationales Projekt, von der Europäischen Kommission zur Verbesserung des Wissens zur Erkennung und Behandlung der Getreideunverträglichkeit Zöliakie bei Angehörigen von Gesundheitsberufen und bei Betroffenen

#### Child & Family Health Academy (ChiFHA)
Eine digitale Lern- und Schulungsplattform für Gesundheitsfachkräfte mit E-Learning-Modulen zu Themen wie frühkindliche Ernährung, Epidemiologie und Gesundheit von Migrantenkindern. In enger Zusammenarbeit mit der Ludwig-Maximilians-Universität München sowie weiteren internationalen Universitäten (University of Southampton, Universität Maribor, Polytechnische Universität Bukarest, Fudan-Universität Shanghai, Chulalongkorn-Universität Bangkok, Mahidol-Universität Bangkok, Universität Malaya, Nationale Universität Malaysia) fördert die Stiftung elektronisches Lernen von Angehörigen von Gesundheitsberufen im Bereich der Ernährung, Prävention und Therapie insbesondere in Schwangerschaft und frühem Kindesalter.

#### Leitfaden „Kinder gesund betreut“
Curriculum zur Gesundheitsförderung in der Kinderbetreuung für Kinder unter drei Jahren.

### Kampagnen
Die Stiftung Kindergesundheit setzt sich mit gezielten Awareness-Kampagnen für die Aufklärung und Sensibilisierung der Öffentlichkeit zu wichtigen Gesundheitsthemen ein. So wurden beispielsweise die Kampagnen „Dein Kind raucht mit“ zur Prävention von Passivrauchen in der Schwangerschaft und „Der Schrei“ zur Aufklärung über die Folgen frühkindlicher Vernachlässigung mit renommierten Preisen ausgezeichnet. Weitere Kampagnen beschäftigen sich mit gesunder Ernährung, Bewegung und psychischer Gesundheit bei Kindern. Durch medienwirksame Maßnahmen wie Social-Media-Kampagnen, Plakate und Informationsmaterialien sollen Eltern, Pädagogen und Entscheidungsträger erreicht und zum Handeln motiviert werden.

#### „Verschluckte Knopfbatterien – Unsichtbare Gefahr für Kinder“
Die Stiftung Kindergesundheit macht mit einer speziellen Awareness-Kampagne auf die lebensgefährlichen Folgen von verschluckten Knopfbatterien aufmerksam. Diese kleinen Batterien, die in vielen Alltagsgegenständen wie Spielzeugen, Fernbedienungen oder Grußkarten zu finden sind, können in der Speiseröhre von Kindern zu schweren Verätzungen und lebensbedrohlichen Verletzungen führen. Die Kampagne informiert Eltern, Betreuer und medizinisches Fachpersonal über die Risiken, Erste-Hilfe-Maßnahmen und Schutzmaßnahmen, um solche Unfälle zu vermeiden.

#### „RSV – Schutz vor dem Respiratorischen Synzytial-Virus“
Das Respiratorische Synzytial-Virus (RSV) ist eine der häufigsten Ursachen für schwere Atemwegsinfektionen bei Säuglingen und Kleinkindern. Die Stiftung Kindergesundheit setzt sich mit einer breit angelegten Kampagne für die Aufklärung über dieses Virus ein. Eltern und Betreuungspersonen werden über die Ansteckungswege, typische Symptome und Schutzmöglichkeiten wie Hygiene- und Präventionsmaßnahmen informiert.

#### J1
Konzept zur Erhöhung der Teilnahmebereitschaft zur J1 – Vorsorgeuntersuchung bei Jugendlichen.

##### APP für Mobilgeräte für junge Familien
APP für Schwangere und junge Familien zu Fragen der gesunden Ernährung und Bewegung (in Kooperation mit dem Bundesministerium für Ernährung und Landwirtschaft, dem Bayerischen Staatsministerium für Ernährung, Landwirtschaft, Forsten und Tourismus und dem Nationalen Aktionsplan Inform).

## Berichte
Die Stiftung Kindergesundheit veröffentlicht jährlich den Kindergesundheitsbericht, eine Analyse des Gesundheitszustands von Kindern und Jugendlichen in Deutschland. Er dient als Grundlage für gesundheitspolitische Maßnahmen und gibt Handlungsempfehlungen für Eltern, Fachkräfte und Entscheidungsträger.
Im jährlich erscheinenden Tätigkeitsbericht dokumentiert die Stiftung ihre laufenden Projekte, Forschungsaktivitäten und Kooperationen. Der Newsletter der Stiftung Kindergesundheit informiert monatlich über neue Forschungsergebnisse, aktuelle Entwicklungen in der Kindergesundheit und bevorstehende Veranstaltungen.

## Forschung
Die Stiftung Kindergesundheit engagiert sich aktiv in der wissenschaftlichen Forschung zur pädiatrischen Prävention. Sie unterstützt und initiiert Studien zu Themen wie frühkindliche Ernährung, Impfprävention, psychosoziale Gesundheit und nachhaltige Gesundheitsbildung. In Zusammenarbeit mit Universitäten und Forschungsinstituten entwickelt die Stiftung evidenzbasierte Handlungsempfehlungen für die Politik und Fachöffentlichkeit. Ziel ist es, langfristige Verbesserungen der Gesundheitsversorgung und Präventionsstrategien für Kinder zu erreichen.